# Eburodacrys laticlavia
Eburodacrys laticlavia là một loài bọ cánh cứng trong họ Cerambycidae.